# Сумерска књижевност
Сумерска књижевност чини најранији познати корпус записане литературе, укључујући верске списе и друге традиционалне приче које је одржавала сумерска цивилизација и које су углавном сачувала каснија акадска и вавилонска империја. Ови записи су написани на сумерском језику у 18. и 17. веку пре нове ере током средњег бронзаног доба.
Сумерани су измислили један од првих система писања, развијајући сумерско клинасто писмо од ранијих система протописа око 30. века пре нове ере. Сумерски језик је остао у званичној и књижевној употреби у Акадском и Вавилонском царству, чак и након тога. говорни језик је нестао из становништва; писменост је била широко распрострањена, а сумерски текстови које су студенти преписивали имали су велики утицај на каснију вавилонску књижевност.

## Поезија
Већина сумерске књижевности писана је у редовима поравнатим лево, и могла би да садржи организацију засновану на редовима, као што су двостих или строфа, али је сумерска дефиниција поезије непозната. Није римован, иако су се „понекад искоришћавали упоредиви ефекти“. Иако без риме, замршени обрасци сличних и наизменичних звукова самогласника и сугласника и сличних и наизменичних завршетака глагола и именица дају језику музичку резонанцу. Није користио силаботоничку версификацију, а систем писања онемогућава откривање ритма, метра, риме или алитерације. Чини се да недостаје квантитативна анализа других могућих поетских особина, или су је писари који су снимили писање намерно сакрили.

## Књижевни родови и теме
Жанр је често први суд о античкој књижевности; врсте књижевности нису биле јасно дефинисане, а сва сумерска књижевност инкорпорирала је поетске аспекте. Сумерске песме показују основне елементе поезије, укључујући линије, слике и метафоре. Људи, богови, животиње које говоре и неживи објекти су сви укључени као ликови. Напетост и хумор били су укључени у сумерске приче. Ове приче су се углавном преносиле усмено, иако су их бележили и писари. Нека дела су била повезана са одређеним музичким инструментима или контекстима и можда су изведена у одређеним окружењима. Сумерска књижевност није користила наслове, већ се на њу позивала у првом реду дела.
На основу рада на категоризацији Мигела Цивила, модерни асириолози су поделили постојећи корпус сумерске књижевности у широке категорије укључујући „Књижевне каталоге“, „Наративе и митолошке композиције“, „Историјске композиције и похвалну поезију“, „Писма, писмо Молитве и закони“, „Химне и песме“, „Хетерогене композиције“ (укључујући литературу мудрости) и „Изреке“.

### Књижевни каталози
Сумерско писмописно образовање се фокусирало на наставни план и програм који се зове Декада. Рукописи ових десет текстова су неки од најбоље очуваних сумерских књижевности.

### Наративне и митолошке композиције
- Наративи са јунацима укључују:
- Приче из Епа о Гилгамешу, као што су Гилгамеш и Хувава, Гилгамеш и небески бик, Гилгамеш и Ага, Гилгамеш, Енкиду и подземље и Гилгамешова смрт.
- Енмеркар и Лугалбанда: Енмеркар и господар Арате и Енмеркар и Ен-сухгир-ана, као и две приче о Лугалбанди током Енмеркаровог похода на Арату: Лугалбанда у планинској пећини и Лугалбанда и птица Анзуд
- Инанин силазак у подземни свет,
- Легенда о Адапи
- Наративи који приказују божанства, као што су Енки, Енлил (укључујући Енлила и Нинлила), Инана, Инана и Думузид, и Нинурта (укључујући Лугал-е и Ангима)
- Други митови као што је сумерски мит о стварању

### Историјске композиције
- Похвалне песме за краљеве
- Трећа династија Ура - Ур-Намму, Схулги (укључујући самохвалу Схулги (Схулги Д), Амар-Син, Сху-Син, Ибби-Син
- Династија Исин - Ишби-Ера, Шу-Илишу, Идин-Даган, Ишме-Даган, Липит-Иштар, Ур-Нинурта, Бур-Суен, Енлил-бани
- Династија Ларса - Гунгунум, Син-Иддинам, Син-Икишам, Варад-Син, Рим-Син
- Прва вавилонска династија - Хамураби, Самсу-илуна, Аби-Ешух
- Градски јадиковци као што су Ламент за Ур и Ламент за Сумер и Ур
- Кинг листе и друге историјске композиције као што је Зграда Нингирсуовог храма

### Писма и закони
- Писма укључују преписку краљева Ура, као и Исина, Ларса и других династија.
- Код Ур-Наму приписује се Ур-Наммуу, оснивачу Треће династије Ура
- Код Липит-Иштара
- Хамурабијев код

### Химне
Химне божанствима у сумерском пантеону, као што је Химна Енлилу, као и химне посвећене одређеним храмовима, укључујући збирку химни Сумерског храма и химну храма Кеш

### Хетерогене композиције
- Сумерске расправе - Песма мотике, Расправа између птице и рибе, Расправа између оваца и жита, Расправа између зиме и лета
- Литература са упутствима као што је Инструкције Шуруппака
- Дијалог између човека и његовог Бога

### Пословице
- Антологије пословица из Нипура, Суса, Урима и Урука